# Metamitron
Metamitron ist ein Pflanzenschutzwirkstoff und eine chemische Verbindung aus der Gruppe der Triazinone.

## Gewinnung und Darstellung
Metamitron kann durch eine mehrstufige Reaktion gewonnen werden. Anfangs wird Benzoylcyanid mit Schwefelsäure zu Phenylglyoxylsäure und weiter mit Methanol umgesetzt. Das entstehende Zwischenprodukt wird mit Acetylhydrazin umgesetzt, das seinerseits aus Essigsäuremethylester dargestellt werden kann. In der weiteren Synthese wird das Produkt mit Hydrazinhydrat umgesetzt. Durch Ringschluss entsteht schließlich Metamitron.

## Eigenschaften
Metamitron ist ein farbloser Feststoff, der sehr schwer löslich in Wasser ist. Er zersetzt sich rasch durch Photolyse unter Desaminierung, ist stabil gegenüber Säuren und zersetzt sich bei Einwirkung von Basen mit einem pH-Wert von größer als 10.

## Verwendung
Metamitron wird als Herbizid bei Rüben gegen dikotyle Samenunkräuter im Vor- und Nachauflauf verwendet. Es wurde Mitte der 1970er Jahre von der Bayer AG unter dem Namen Goltix auf den Markt gebracht.
Weiters wird Metamitron zur Fruchtausdünnung bei Apfel und Birne eingesetzt. Durch eine kurzzeitige Verringerung der Photosyntheseleistung wird der Fruchtfall schwächer entwickelter Früchte verstärkt.

## Zulassung
Der Wirkstoff Metamitron wurde in der Europäischen Union mit Wirkung zum 1. September 2009 für Anwendungen als Herbizid zugelassen.
In Deutschland, Österreich und der Schweiz sind Pflanzenschutzmittel mit diesem Wirkstoff zugelassen.